# Joe Simon (stripauteur)
Joseph H. "Joe" Simon (Rochester, 11 oktober 1913 - New York, 14 december 2011) was een Amerikaanse stripauteur, die mee heeft geholpen aan de creatie van veel beroemde stripfiguren gedurende de jaren 30 en 40 van de 20e eeuw. Hij was tevens de eerste redacteur van Timely Comics, het bedrijf dat uiteindelijk Marvel Comics zou worden.
Joe Simon is vooral bekend om het personage Captain America, dat hij samen met Jack Kirby bedacht. Hij werkte voor zowel DC Comics als Marvel Comics.

## Biografie

### Jonge jaren en carrière
Joe Simon groeide op in Rochester (staat New York) als de zoon van een kleermaker. Simon ging naar de Benjamin Franklin middelbare school, waar hij redacteur was van de schoolkrant en het jaarboek. Hij verdiende hier al zijn eerste geld als tekenaar toen twee universiteiten hem tien dollar betaalden voor de publicatie van zijn art deco, tempera splashpagina’s in het jaarboek.
In 1932 werd Simon ingehuurd door Rochester Journal American directeur Adolph Edler als een assistent. Twee jaar later nam Simon een baan bij de Syracuse Herald in Syracuse (New York), en kort daarna bij Syracuse Journal American. Deze baan was maar kort omdat de drie lokale kranten werden opgekocht.
Simon werd een freelance medewerker voor Paramount Pictures, waar hij werkte aan de publiciteitsfoto’s van de filmstudio. Hij deed ook illustraties voor McFadden Publications. Zijn baas, Harlan Crandall, raadde Simon aan bij het hoofd van het stripboekbedrijf Funnies, Inc.. Die dag kreeg Simon zijn eerste stripopdracht, een zeven pagina’s tellende westernstrip. Vier dagen later vroeg zijn nieuwe baas Lloyd Jacket hem een superheld te bedenken die net zo populair kon worden als Timely Comics Human Torch. Dit werd Simons eerste superheld, The Fiery Mask.

### Simon & Kirby
Gedurende deze tijd leerde Simon Jack Kirby kennen, en de twee begonnen aan een samenwerking die nog 20 jaar zou duren. Begin 2000 werden enkele originele tekeningen van de stripserie "Daring Disc", een nooit gepubliceerde strip door Simon en Kirby, gevonden.
De twee kwamen terecht bij Timely Comics, toen nog in handen van pulpmagazine-uitgever Martin Goodman. Het nieuwe Simon en Kirbyteam bedacht hier de patriottische superheld Captain America. Hun dynamische perspectieven, cinematische technieken en actie maakte de stripserie tot een grote hit. Simon en Kirby's werk herschreef de regels voor stripboektekeningen. Simon en Kirby produceerden ook het eerste volledige stripboek over Captain Marvel.
Captain America was de eerste en grootste van alle hitpersonages die het duo zou bedenken. De namen Simon & Kirby werden al snel verbonden met superheldenstrips, en de twee werden sterren die door hun fans van striptitel naar striptitel werden gevolgd. Een financiële onenigheid met Goodman maakte dat de twee vertrokken naar Nation Comics, een van de voorlopers van DC Comics.

### Crestwood,Black Magicen romancestrips
De superheldenstrips werden na afloop van de Tweede Wereldoorlog minder populair, waarna Simon & Kirby begonnen aan een serie strips van andere genres. Samen met Crestwood Publications alias Prize Comics, produceerden ze horrorverhalen, de atmosferische serie Black Magic. Ook bedachten ze de gemaskerde Westernheld Bullseye. Simon & Kirby worden ook gezien als de bedenkers van de eerste romantische titel Young Romance Comics. Verder richtte het duo zich op crimefiction en humor. Later, in 1953, probeerden ze hun eigen stripcompagnie te starten, Main line Publications.
Deze stripcompagnie liep echter op niets uit, en de mislukking betekende het einde van de samenwerking tussen de twee heren. Simon richtte zich op advertenties en commerciële tekeningen, en deed af en toe nog iets voor strips. Hij bedacht en publiceerde materiaal voor het humor stripblad Sick. Het team Simon & Kirby kwam nog even bij elkaar in 1959 om te werken voor Archie Comics. Het duo blies de superheld Shield nieuw leven in, en bedacht een nieuwe superheld: de Fly.
In 1968 maakte Simon de tweedelige DC Comics-serie Brother Power, the Geek. Vijf jaar later keerde hij terug bij DC voor wederom een maar kortlopende serie, de vier delen tellende serie Prez (september 1973 - maart 1974).